# Callitris neocaledonica
Callitris neocaledonica — вид хвойних рослин родини кипарисових.

## Поширення, екологія
Країни проживання: Нова Каледонія. Росте на висоті від 950 до 1350 м в макі на ультраосновних субстратах на південному масиві у Новій Каледонії. Оскільки більшість населення знаходяться в охоронних районах, головною загрозою для виду є пожежі.

## Морфологія
Росте як вічнозелений чагарник або невелике дерево з від кулястої до канделябрової форми кроною. Кора луската, кручений стовбур волокнистий. Молоді листи голчасті; старші листки короткі і жорсткі. Чоловічі шишки довжиною 2-3 мм і товщиною від 1,5 до 2 міліметрів, сферичної форми. Жіночі шишки від 0,8 до 1 см завдовжки і товщиною близько 0,7 см. Пірамідальне насіння крилате.

## Використання
Деревина цього виду була використана в минулому.

## Загрози та охорона
Основна загроза це пожежа; деякі субпопуляції знаходяться на шляхах для полегшення туризму. Більшість субпопуляцій захищені в Montagne Des Sources і ботанічному заказнику гори Гумбольдт.